# Madame d'Urfé
Pour les articles homonymes, voir Camus de Pontcarré, Camus, Pontcarré et d'Urfé.
Jeanne Camus de Pontcarré, par son mariage Jeanne de la Rochefoucauld, marquise d’Urfé (1705 - 13 novembre 1775), était une veuve excentrique, férue d’occultisme et d’alchimie. Riche et crédule, elle est plus connue comme la Madame d’Urfé (parfois Madame Durfé) de la biographie d’aventuriers du XVIIIe siècle comme le comte de Saint-Germain, le comte de Cagliostro, et Casanova.

## Biographie
Jeanne Camus de Pontcarré, née en 1705, est la fille de Nicolas Pierre Camus de Pontcarré, premier président du Parlement de Rouen.
Elle se marie, le 11 septembre 1724, avec Louis-Christophe de la Rochefoucauld-Lascaris (1704-1734), marquis de Langeac et d'Urfé. Ils ont trois enfants, Alexandre-François (ou Jean-Antoine-François), marquis de Langeac, Adélaïde-Marie-Thérèse, marquise de Bagé et de Langeac, comtesse de Saint-Just et Agnès-Marie de la Rochefoucaud de Lascaris d’Urfé.
En 1734, son mari meurt, la laissant à vingt-neuf-ans libre de consacrer à sa guise son temps et sa fortune à ses entreprises alchimiques. La marquise de Créquy la présente comme « la plus opiniâtre des alchimistes et la plus déterminée souffleuse de son temps », qui dilapide sa fortune avec des aventuriers occultistes :
C’est une femme perdue, nous dit ma tante la Baronne ; elle en a la tête à l’envers, et tout son bien s’en ira par le soufflet.
Madame d’Urfé rencontre ainsi le comte de Saint-Germain :
 Elle a travaillé pendant quatre ans sur la cabale et la pierre philosophale avec le prétendu Comte de Saint-Germain, ce qui n’a pas laissé de lui coûter cent mille écus. .
Elle travaille ensuite avec le comte de Cagliostro :
Le signor Alessandro Cagliostro lui fit dépenser, quelques années après, quatre ou cinq cent mille francs pour opérer l’évocation des ombres de Paracelse et de Moïtomut, qui devaient lui révéler la dernière Arcane du Grand-œuvre..

### La rencontre avec Casanova
En 1757, elle habite à Paris sur le quai des Théatins à côté de l’hôtel de Bouillonoù elle rencontre Casanova. Vers la mi-1757, Casanova a soigné avec succès la sciatique de Nicolas de la Tour d’Auvergne, neveu de la marquise, avec un pentagramme et quelques paroles magiques. Enthousiasmé, ce dernier le présente à sa tante.
D’après ses propres Mémoires, Casanova lui fait croire qu’il a des pouvoirs et accepte de chercher le moyen de la faire renaître dans un nouveau corps ; Mme d’Urfé, par ailleurs son amante occasionnelle, finance ainsi ses voyages et ses recherches, lui donnant aussi des adresses et des lettres de recommandation :
Elle a fini par tomber dans les mains d’un autre imposteur italien, nommé Casanova, lequel avait la délicatesse de ne jamais lui demander de l’argent, mais seulement de riches pierreries pour en former des "constellations".
En 1763, elle presse Casanova d’effectuer enfin sa régénération ; ce dernier lui propose de la mettre enceinte d’elle-même durant une cérémonie de triolisme magique, afin qu’elle accouche d’un mâle (censé détenir plus de pouvoirs occultes) dans lequel son âme transmigrera à l’accouchement. Cette même année, Giacomo Passano, un ancien complice de Casanova, dénonce à la marquise toutes les supercheries de Casanova afin de devenir son nouveau sorcier. Dans ses Mémoires, Casanova dissimule cette rupture en prétextant la mort de Mme d’Urfé cette année-là.
Outre ses recherches ésotériques, Madame d’Urfé, en communication régulière avec des esprits, entend des voix, et se croit la réincarnation de Sémiramis ; Casanova évoque plusieurs fois le fait dans ses Mémoires. La landgravine de Hesse-Darmastadt, écrit le 7 avril 1758 :
 Il y a une Mme Durfé à Paris, femme d’esprit, mais qui se croit en commerce avec les Sylphes et les Génies.
Madame d’Urfé meurt, le 13 novembre 1775, à soixante-dix ans.

## Sources

### Sources manuscrites
- MC/ET/LII/521, 14 novembre 1775, dépôt de son testament olographe rédigé le 2 février 1774, numérisé sur la salle des inventaires virtuelles des Archives Nationales.

Sources générales
- Giacomo Casanova, Histoire de ma vie, éd. Robert Laffont, coll. Bouquins, 1993, pour les passages la concernant, plus :
  - Répertoire, « Urfé », in t. II, p. 935-936
  - Index, « d’Urfé, Jeanne », in t. III, p. 1407
- Marquise de Créquy, Souvenirs de la Marquise de Créquy, t. I, chap. VIII et t. III, chap. IV en ligne

Généalogie et état-civil
- Auguste Joseph Bernard, Les d’Urfé, Paris, 1839, p. 81 et 82 en ligne
- Histoire Passion (Pierre Collenot), « 1631-1765 - La famille La Rochefoucauld dans la Gazette de Th. Renaudot », www.histoirepassion.eu, révision du 19/11/2007, consulté en 2008
- Miroslav Marek, « La Rochefoucauld 4 », genealogy.euweb.cz, révision du 6 novembre 2003, consulté en 2008

Sources non consultées (pistes indicatives)
- A. Compigny des Bordes, Casanova et la Marquise d’Urfé, éd. Champion, Paris, 1922
- Lorenzo da Ponte, Mémoires, Jonquières, 1931, p. xx-xxi et 145
- Charles Samaran, Jacques Casanova Vénitien, chap. XIII